# 릴런드 H. 하트웰
릴런드 해리슨 하트웰(영어: Leland Harrison Hartwell, 1939년 10월 30일 ~ )은 미국의 생물학자이다. 2001년에 세포 주기의 핵심 조절 인자를 발견한 공로로 팀 헌트, 폴 너스와 함께 노벨 생리학·의학상을 수상했다.

## 수상 경력
- 1992년 : 가드너 국제상
- 1995년 : 루이자 그로스 호르위츠상
- 1995년 : 딕슨상 과학 부문
- 1998년 : 앨버트 래스커 기초 의학 연구상
- 2000년 : 매스리상
- 2001년 : 노벨 생리학·의학상